# Tamsaut
Tamsaut (en árabe: تمساوت‎, en francés: Tamsaout) es un municipio marroquí en la región de Tánger-Tetuán-Alhucemas. Desde 1912 hasta 1956 perteneció a la zona norte del Protectorado español de Marruecos.